# 977
Năm 977 là một năm trong lịch Julius.